# Сиринат
Сиринат (англ. อุทยานแห่งชาติสิรินาถ) — национальный парк в провинции Пхукет, Таиланд.

## История
Парк был официально открыт королевским указом 13 июля 1981 года под названием Най Янг. Он стал 31-м национальным парком Таиланда. Своё нынешнее наименование Сиринат он получил в 1992 году.

## География
Национальный парк Сиринат находится примерно в 30 километрах к северу от города Пхукет, в непосредственной близости от международного аэропорта провинции, вдоль северо-западного побережья острова. Пересекается двумя дорогами — шоссе №402 и №4026. Общая площадь парка составляет около 90 км², причём 68 км² (76 %) — воды Андаманского моря, 22 км² (24 %) — суша. Парк широко известен четырьмя своими песчаными пляжами, протянувшимися на 13 километров вдоль побережья: Най Тхон, Най Янг, Май Кхао и Сайкэо. Май Кхао — самый протяжённый пляж острова Пхукет.

## Флора и фауна
Май Кхао и Най Янг являются местами гнездования морских черепах. Каждый год, в период с ноября по февраль, они выбираются из моря, чтобы отложить там яйца. Нормальному гнездованию мешает человеческая деятельность. Их отпугивает активная застройка территории. Другим фактором выступает традиционное поверье, что употребление черепашьих яиц укрепляет здоровье, особенно мужскую сексуальную активность. Сообщалось, что местные жители продавали яйца.
Прибрежные леса парка, площадью около 2 км², состоят из многочисленных пород деревьев, включая виды казуарина хвощевидная, обыкновенная теспезия, терминалия катаппа, баррингтония азиатская, кайюпутовое дерево, калофиллум волокнистолистный, пандан ароматнейший, ашока, джамболан, чалта и род ипомея. В этих лесах обитают шама-дрозды, обыкновенные майны, пятнистые горлицы, голубые ирены, иволговые, райские дронго и некоторые бюльбюлевые.
В глубине заповедника — мангровые леса. Они находятся на небольшой площади в 1 км². Здесь произрастают такие виды деревьев, как ризофора остроконечная (красный мангр), авиценния морская (чёрный мангр), бругиера голокорневая (чёрный мангр), ксилокарпус гранатовый, эритьера прибрежная и род цериопс. Другие виды растений включают ризофору короткоостроконечную и деррис трёхлистный. К птицам мангровых лесов Сирината относятся белошейная альциона, мородунка, малый веретенник, белогрудый погоныш, серогрудый пастушок, белобрюхий орлан, браминский коршун и большеклювая ворона.
На расстоянии от 700 до 1000 метров от берега на глубине от 4 до 7 метров расположены коралловые рифы, включая кораллы Fungiidae, альционарии, актинии.